# جالیکاتو
جالیکاتو (انگلیسی: Jallikattu) یا سالیکاتو یک رویداد ورزشی هندی است که در ایالت تامیل نادو کشور هندوستان طرفدار دارد. در این رویداد، یک گاو نر رها می‌شود و افراد تلاش می‌کنند که کوهان گاو را گرفته و سوار آن بشوند یا آن را تحت کنترل خود در بیاورند. این مراسم هر سال در ماه ژانویه در جشنواره پونگال برگزار می‌شود. 
این ورزش هم برای شرکت کنندگان و هم برای حیوانی که تلاش می‌شود به زور سوار آنها بشوند، خطرناک و حتی مرگ‌بار است؛ به همین دلیل سازمان‌های حقوق حیوانات خواستار ممنوعیت این ورزش شده‌اند و در نتیجه اعتراضات دیوان عالی هند چندین بار در گذشته انجام این ورزش را ممنوع کرده است. در نهایت با اعتراض مردم به این ممنوعیت، مصوبه جدیدی در سال ۲۰۱۷ برای ادامه این ورزش صادر شد.

## تاریخچه
یک غارنگاره در نزدیکی شهر مادورای کشف شده است که یک مرد را نشان می‌دهد که تلاش می‌کند یک گاو نر را کنترل کند. تخمین زده می‌شود که این نقاشی ۱۵۰۰ سال قدمت دارد.

سکه ای حلبی توسط رئیس انجمن سکه‌شناسی هند بررسی شده است. گفته می‌شود این سکه دارای شواهدی از تاریخچه جالیکاتو در گذشته است. رئیس انجمن سکه‌شناسی هند پس از بررسی گفت که این سکه متعلق به قرن سوم یا چهارم قبل از میلاد است.

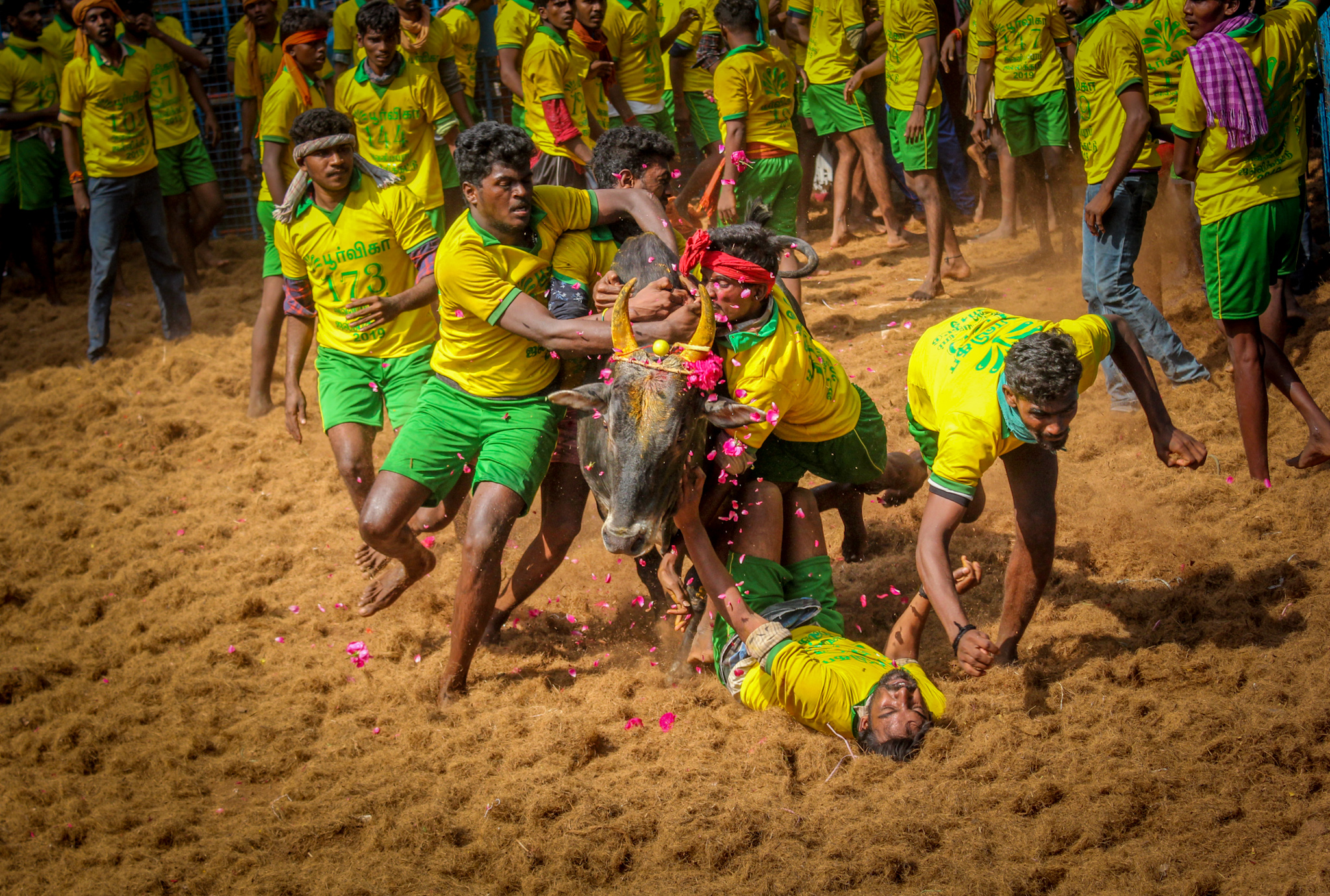
رویداد جالیکاتو در تامیل نادو، ۲۰۱۹

## انواع
جالیکاتو انواع مختلفی دارد. بعضی از آنها عبارتند از:
- وادی مانجوویراتو (Vadi manjuviraṭṭu): رایج‌ترین نوع رویداد جالیکاتو است. در آن گاو نر از یک فضای بسته به نام vadi vasal رها می‌شود و افراد حاضر تلاش می‌کنند که به کمک دست‌ها یا بازوهای خود، کوهان پشت گاو را بگیرند تا پیروز شوند. فقط یک نفر در زمان می‌تواند تلاش کند تا گاو را تحت کنترل خود در بیاورد. این نوع در مادورای مرسوم تر است.
- ولی ویراتو (Vēli viraṭṭu): همانند نوع وادی مانجوویراتو است؛ با این تفاوت که در آن گاو مستقیماً در فضای آزاد رها می‌شود.
- واتام مانجوویراتو (Vaṭam manjuviraṭṭu): در این نوع گاو با طنابی به طول ۱۵ متر (۴۹ فوت) بسته می‌شود و گاو آزادانه در محدوده دایره ای به شعاع ۱۵ متر حرکت می‌کند (واتام به معنی دایره است). در این نوع تیمی شامل ۷ تا ۹ نفر در حداکثر زمان ۳۰ دقیقه برای پیروزی تلاش می‌کنند.

گاوها از طریق دروازه ای به نام vadi vasal وارد منطقه مسابقه می‌شوند. به‌طور معمول، شرکت کنندگان باید فقط کوهان گاو را نگه دارند. در برخی از نوع‌های جالیکاتو، نگه داشتن دم، شاخ یا گردن گاو موجب محرومیت فرد شرکت‌کننده می‌شود. در برخی از انواع جالیکاتو، شرکت کنندگان باید کوهان گاو را برای ۳۰ ثانیه یا در مسافت ۱۵ متر (۴۹ فوت) نگه دارد. اگر شرکت کننده توسط گاو پرتاب شود یا در حین گرفتن گاو بر زمین بیفتد، بازنده است. در برخی از انواع جالیکاتو فقط برای یک شرکت کننده مجاز است که کوهان گاو را بگیرد و اگر دو نفر به صورت همزمان کوهان گاو را بگیرند، هیچ‌کدام برنده نمی‌شوند.

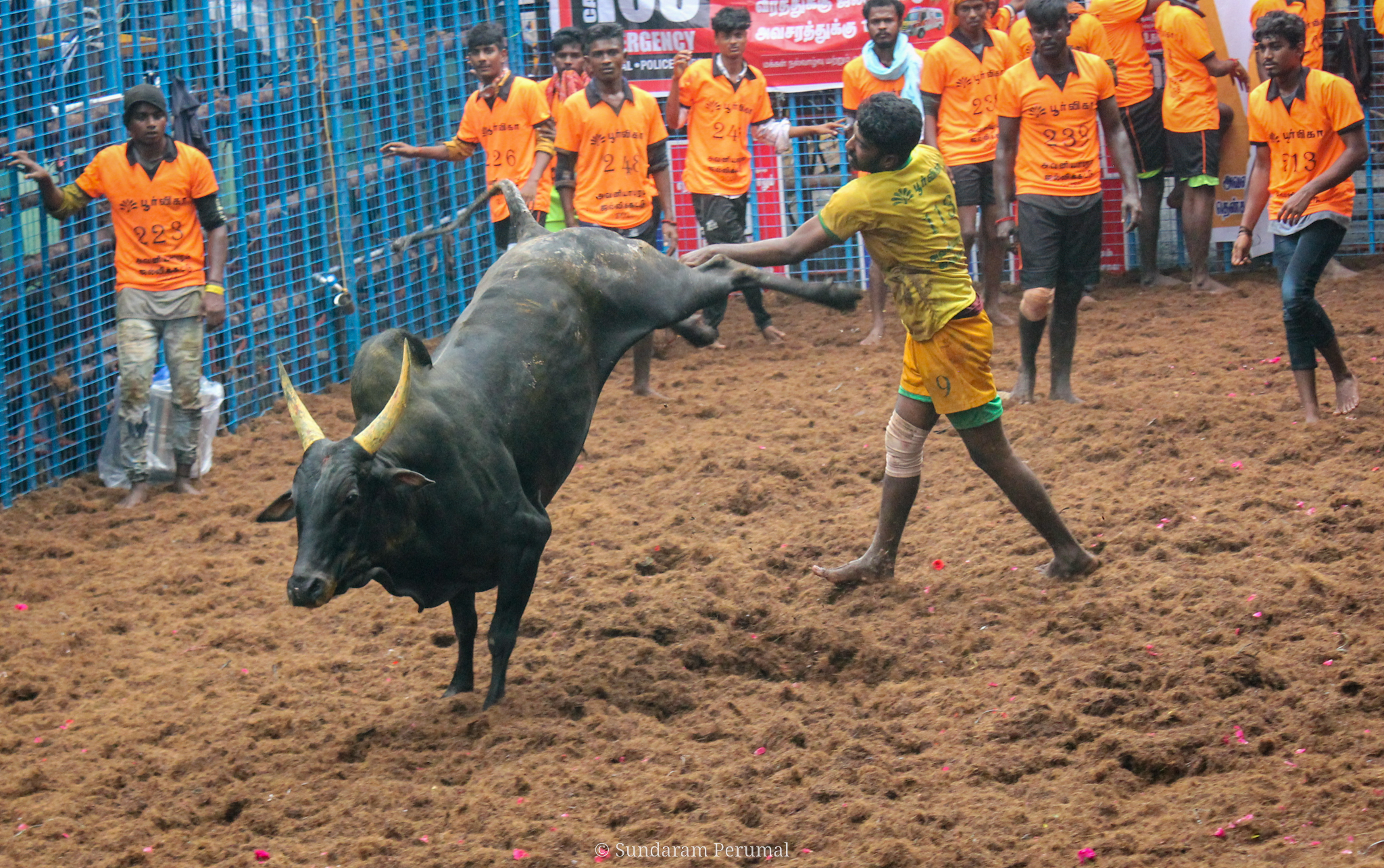
مسابقه در جریان جالیکاتو

## پرورش گاو
گاو کوهان‌دار توسط مردم روستایی برای این رویداد پرورش داده می‌شود.

## نگرانی‌ها

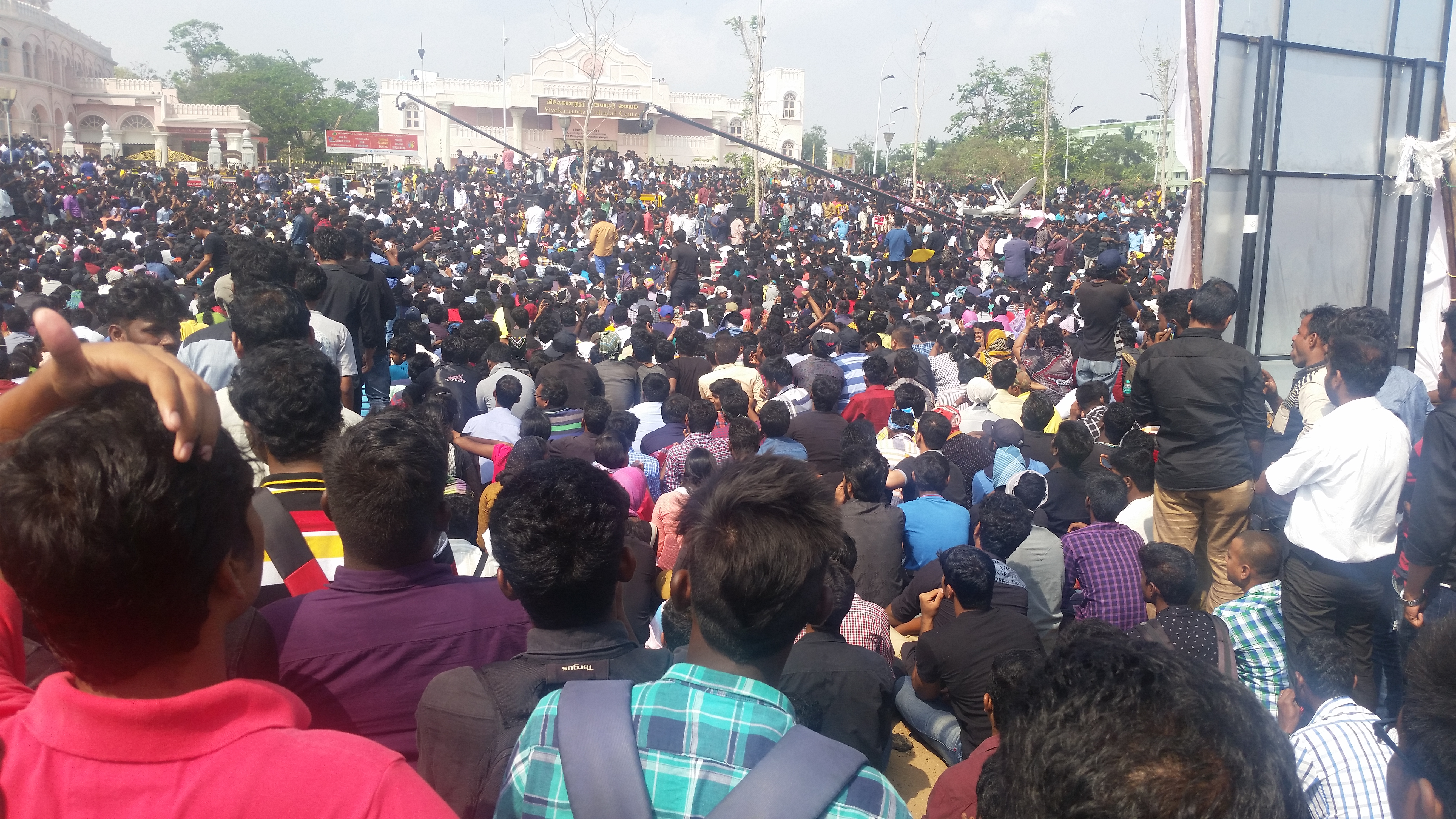
اعتراض‌کنندگان نسبت به قانون ممنوعیت جالیکاتو، ژانویه ۲۰۱۷

در سال‌های ۲۰۰۸ تا ۲۰۱۴، ۴۳ انسان و ۴ گاو نر در رویداد جالیکاتو کشته شدند. رویدادهای جالیکاتو در سال ۲۰۱۷، منجر به ۲۳ مورد مرگ و حدود ۲۵۰۰ جراحت انسانی و چندین مورد آسیب به گاو نر مسابقه رخ داد. همچنین ۵ نفر در سال ۲۰۲۰ به دلیل شرکت در مسابقات جالیکاتو کشته شدند.
نگرانی‌های مربوط حقوق حیوانات، به دلیل وضعیت حمل و نقل گاوها قبل از رهاسازی و همچنین در طول تلاش‌های رقیب برای تسلیم کردن گاو است. تمرینات قبل از رها شدن گاو نر شامل برانگیختن آنها با ابزارهایی همچون چوب‌های تیز یا داس و همچنین خم کردن شدید دم است که می‌تواند باعث شکستگی مهره‌ها بشود. علاوه بر این مسائل، گزارش‌هایی مبنی بر اینکه گاوها را مجبور به نوشیدن الکل می‌کنند یا فلفل تند را در چشمانشان می‌مالند تا گاو نر عصبی شود، وجود دارد.
در هنگام تلاش افراد برای تحت کنترل درآوردن گاو، آنها به شیوه‌های مختلفی مانند چاقو، چوب، مشت، پرش و کشیده شدن روی زمین آسیب می‌بینند. در نوع‌هایی از جالیکاتو که در آن گاو کاملاً آزاد است، ممکن است به مکان‌هایی خطرناکی برخورد کند که می‌تواند به شکستگی استخوان یا مرگ ختم شود.
هیئت رفاه حیوانات هند، پس از تحقیقات در زمینه جالیکاتو، به این نتیجه رسید که «جالیکاتو، ذاتاً نسبت به حیوانات ظالم است».